# Marquesado de Torrenueva

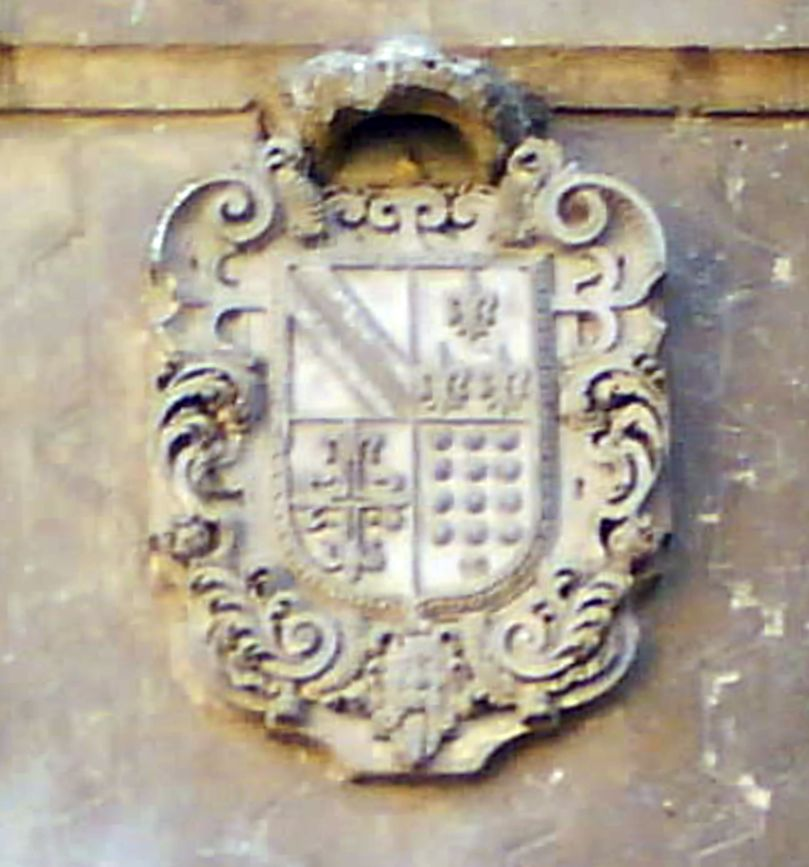
Escudo de Mateo Pablo Díaz de Lavandero, I marqués de Torrenueva, en su palacio de Sevilla (conocido como la casa de los Artistas). Se pueden observar el escudo con los cuatro cuarteles del apellido Díaz de Lavandero, la corona de marqués y la cruz de caballero de la orden de Santiago.

El marquesado de Torrenueva es un título nobiliario español concedido por Felipe V el 15 de marzo de 1732 a Mateo Pablo Díaz de Lavandero y Martín, caballero de Santiago, veinticuatro de Sevilla, alguacil mayor de la Santa Inquisición, secretario de estado y superintendente de los consejos de Hacienda, Marina e Indias. No se le expidió Real cédula hasta el 18 de febrero de 1743.
El título hace referencia a la hacienda de Torrenueva, también conocida como hacienda de Mateo Pablo, situada en el término municipal de Alcalá de Guadaíra (Sevilla). Los marqueses tenían también importantes propiedades en la localidad sevillana de Gines, donde existe una antigua hacienda que fue de su propiedad en pleno centro urbano, así como una calle con el nombre de Marqués de Torrenueva.
A finales del siglo XIX el marquesado pasó por vía de matrimonio a la familia Lastra, siendo algunos de sus miembros destacados políticos, como Carlos de la Lastra y Romero, alcalde de Sevilla, presidente de su diputación provincial y senador del reino. Los Lastra también fueron acumulando por herencia el marquesado de Benamejí, el de las Cuevas del Becerro y el vizcondado de Benaoján. El palacio que tradicionalmente sirvió de residencia a los marqueses de Torrenueva se conserva en Sevilla, frente a la iglesia de San Juan de la Palma, en cuya portada en piedra sigue luciendo el escudo del primer marqués. Después de haber sido alquilado como casa de vecinos y de talleres para artesanos, pintores y escultores (popularmente era conocida como la casa de los Artistas), fue rehabilitada y convertida en una residencia para la tercera edad, inaugurada en 2017.

El actual titular es Manuel de la Lastra y Cortines, VII marqués de Torrenueva.

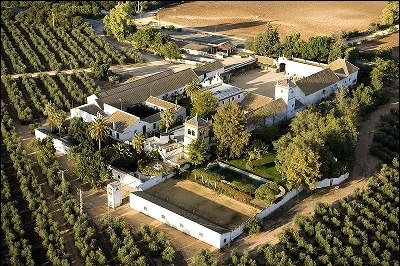
Vista aérea de la hacienda de Torrenueva, también conocida como de Mateo Pablo, en el término municipal de Alcalá de Guadaíra